# TVN Style
TVN Style è una rete televisiva generalista polacca gestita e di proprietà di TVN Warner Bros. Discovery che trasmette in lingua polacca.